# Matthew Burn
Mathew "Matty" Burn es un actor australiano.

## Carrera
En el 2003 apareció por primera vez en la serie Blue Heelers donde interpretó a Lee Kelly durante el episodio "Every Man and His Ute", más tarde apareció de nuevo en la serie en el 2005 donde interpretó a Sean Bonham durante el episodio "Keeping up Appearances".
En el 2009 apareció en la serie All Saints donde interpretó a Leigh Phillips durante el episodio "Danger Zone", anteriormente había aparecido por primera vez en la serie en el 2006 cuando interpretó a Ryan Fraser en el episodio "To the Ends of the Earth".
El 27 de enero de 2011 apareció como invitado en la serie Wild Boys donde interpretó al barman Bill. Ese mismo año se unió como personaje invitado a la popular serie Home and Away donde interpretó al surfista Rob, hasta el 26 de marzo de 2012.

## Filmografía[1]
- Series de Televisión.:

| Año         | Serie              | Personaje          | Notas                             |
| ----------- | ------------------ | ------------------ | --------------------------------- |
| 2011 - 2012 | Home and Away      | Rob Mitchell       | 8 episodios                       |
| 2011        | Wild Boys          | Bill               | 6 episodios                       |
| 2011        | Crownies           | Mauro "Mozza" Crea | episodio # 1.8                    |
| 2010        | Rake               | Pete               | episodio "R vs Langhorn"          |
| 2010        | The Suspects       | Jeremiah Burns     | -                                 |
| 2009        | East of Everything | Dean               | episodio "Weather Man"            |
| 2009        | All Saints         | Leigh Phillips     | episodio "Danger Zone"            |
| 2008        | Takoyaki City      | Dawson             | -                                 |
| 2005        | Blue Heelers       | Sean Bonham        | episodio "Keeping up Appearances" |

- Películas.:

| Año  | Título    | Personaje    | Notas                                            |
| ---- | --------- | ------------ | ------------------------------------------------ |
| 2005 | Deck Dogz | Dean Benardi | junto a Sean Kennedy, Richard Wilson & Ho Thi Lu |
| 2003 | Needles   | Jordan       | -                                                |
| 2003 | Crushed   | Mochilero    | -                                                |